# Policèntrids
Els policèntrids (Polycentridae) són una família de peixos de riu inclosa en l'ordre Perciformes. Es distribueixen per rius de Sud-amèrica.

## Taxonomia
- Gènere Monocirrhus
  - Monocirrhus polyacanthus Heckel, 1840
- Gènere Polycentrus
  - Polycentrus schomburgkii Müller & Troschel, 1849